# Dillo
Dillo – mała, szybka i wieloplatformowa przeglądarka internetowa napisana w C i C++ z użyciem lekkiej biblioteki FLTK 1.3.
Przeglądarka przeznaczona jest dla starszych komputerów i systemów wbudowanych. Potrafi wyświetlić strony w standardzie HTML4.1 z CSS2.1. Obsługuje niektóre elementy HTML5. Przeglądarka nie posiada obsługi JavaScript oraz ramek. Ze względów bezpieczeństwa, nie zapisuje historii przeglądanych stron.

## Historia
Projekt został zapoczatkowany w 1999 przez chilijskiego programistę Jorge Arellano Cid.
Pierwotnie, przeglądarka Dillo 0.x została napisana w języku programowania C z wykorzystaniem zestawu narzędzi GTK+ GUI. Pierwsze wersje bazowały na wcześniejszej przeglądarce o nazwie Armadillo, stąd jej nazwa. 
Dillo 2.x została napisana przy użyciu komponentów C i C++ oraz zestawu narzędzi Fast Light Toolkit (FLTK)  i została wydana 14 października 2008 r.  Dodano wygładzanie tekstu, obsługę zestawów znaków innych niż Latin-1, możliwość kompresji HTTP i ulepszone renderowanie stron.  Przejście z GTK+ na FLTK spowodowało również usunięcie wielu zależności projektu i zmniejszyło zużycie pamięci przez Dillo o 50%. 

## Forki
Z powodu zaprzestania rozwoju przeglądarki w 2014 roku, powstało wiele forków takich jak Dillo-Plus, DilloNG, Dillo-zet, Dillo-gemini, Dillo-gopher.  Obecnie projekt nadal jest rozwijany.
Dillo+ (Dillo-Plus) wystartowało w 2023 roku w oparciu o kod źródłowy Dillo 3.0.5 znaleziony w pakiecie OpenBSD 6.8.  Zastosowano w nim liczne poprawki z DilloNG oraz dodano obsługę renderowania stron Gopher, Gemini i Markdown, tryb czytnika i rozszerzone wsparcie dla CSS.  Wprowadzono nowy system skryptów Pythona z modułami do renderowania RSS, EPUB, publicznych dzienników kanałów Telegram i zawartości plików zip.  Jest on nadal (2025 rok) utrzymywany. 
Mobilized-Dillo to fork z 2024 roku , który został dostosowany do urządzeń z ekranem dotykowym. 

## Porty
Opracowany został port na platformę MS Windows (można także samodzielnie uruchomić Dillo używając środowiska Cygwin). Platformy DOS, HaikuOS, OpenBSD, FreeBSD, OSX, Atari również są wspierane.